# هرادتس (ناحیه پلزن-جنوبی)
هرادتس (به چکی: Hradec) یک منطقهٔ مسکونی در جمهوری چک است که در Plzeň-South District واقع شده‌است. هرادتس ۶٫۷۳ کیلومتر مربع مساحت و ۴۸۶ نفر جمعیت دارد و ۳۴۸ متر بالاتر از سطح دریا واقع شده‌است.

## گالری

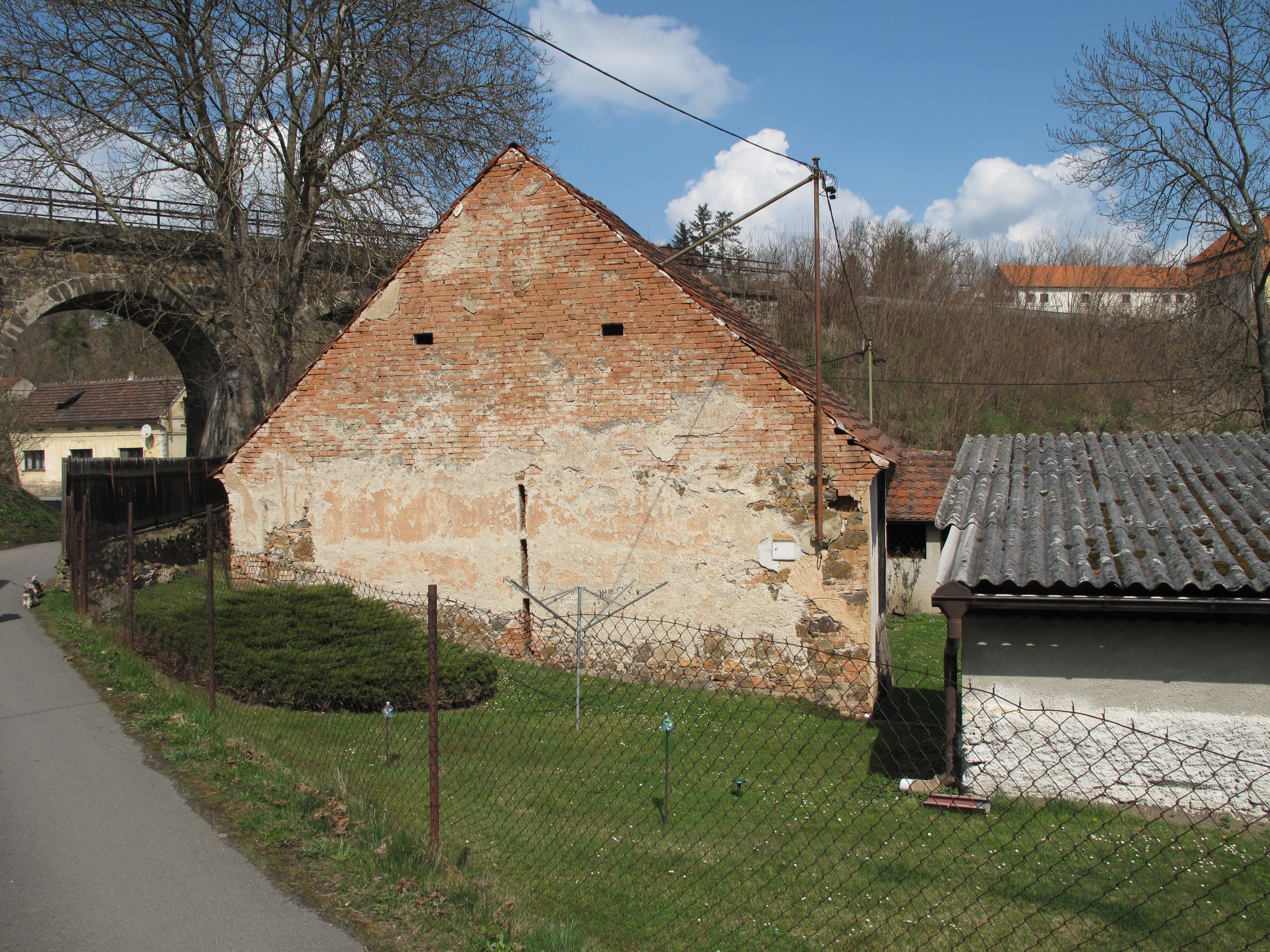
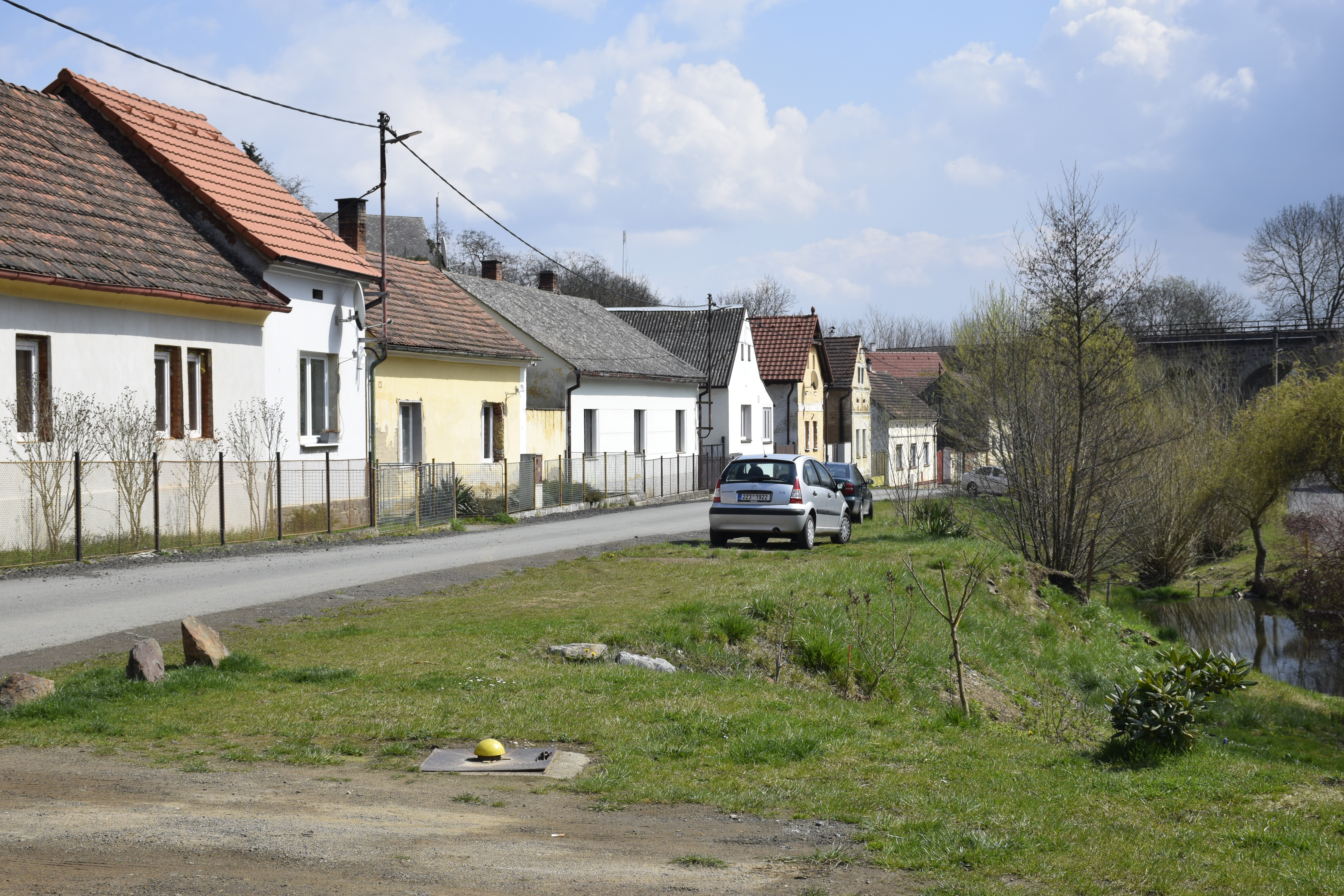
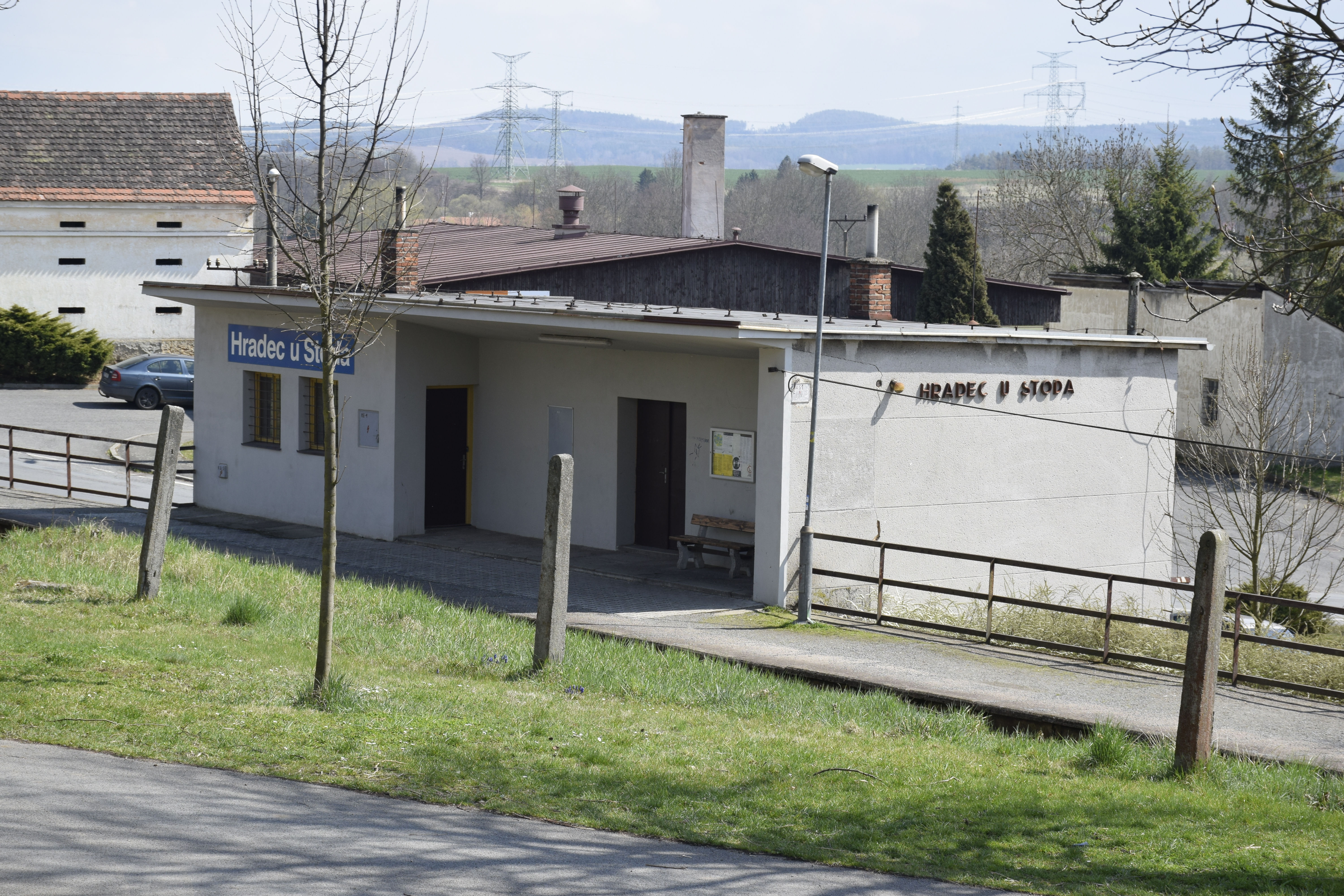